# 青山浩二
青山 浩二（あおやま こうじ、1983年8月12日 - ）は、北海道函館市出身の元プロ野球選手（投手）。右投右打。野球解説者、コーチ。

## 経歴

### プロ入り前
小中学時代は主に外野手を務め、北海道函館工業高等学校時代から本格的に投手に転向。高校3年春の全道大会では決勝で北海高等学校に敗れて準優勝。高校3年の夏は南北海道大会でベスト4に進出した。高校1年次のエースは大学の先輩でもある石川賢だった。
青森県の八戸大学（現・八戸学院大学）に進学し、硬式野球部では大学通算20勝無敗、ベストナイン3回の成績を挙げた。2005年の大学選手権では準々決勝で創価大の八木智哉と9回を投げ合うが同点のまま降雨コールドとなり、再試合も先発完投したが延長10回サヨナラ負けした（八木も2回から投げ切った）。秋の明治神宮野球大会代表決定戦では、東北福祉大学戦でのちにチームメイトとなる松崎伸吾と投げ合い、延長10回の末、6-5で敗れた。
2005年の大学生・社会人ドラフト会議で東北楽天ゴールデンイーグルスから3巡目指名を受け入団した。背番号は41。

### 楽天時代

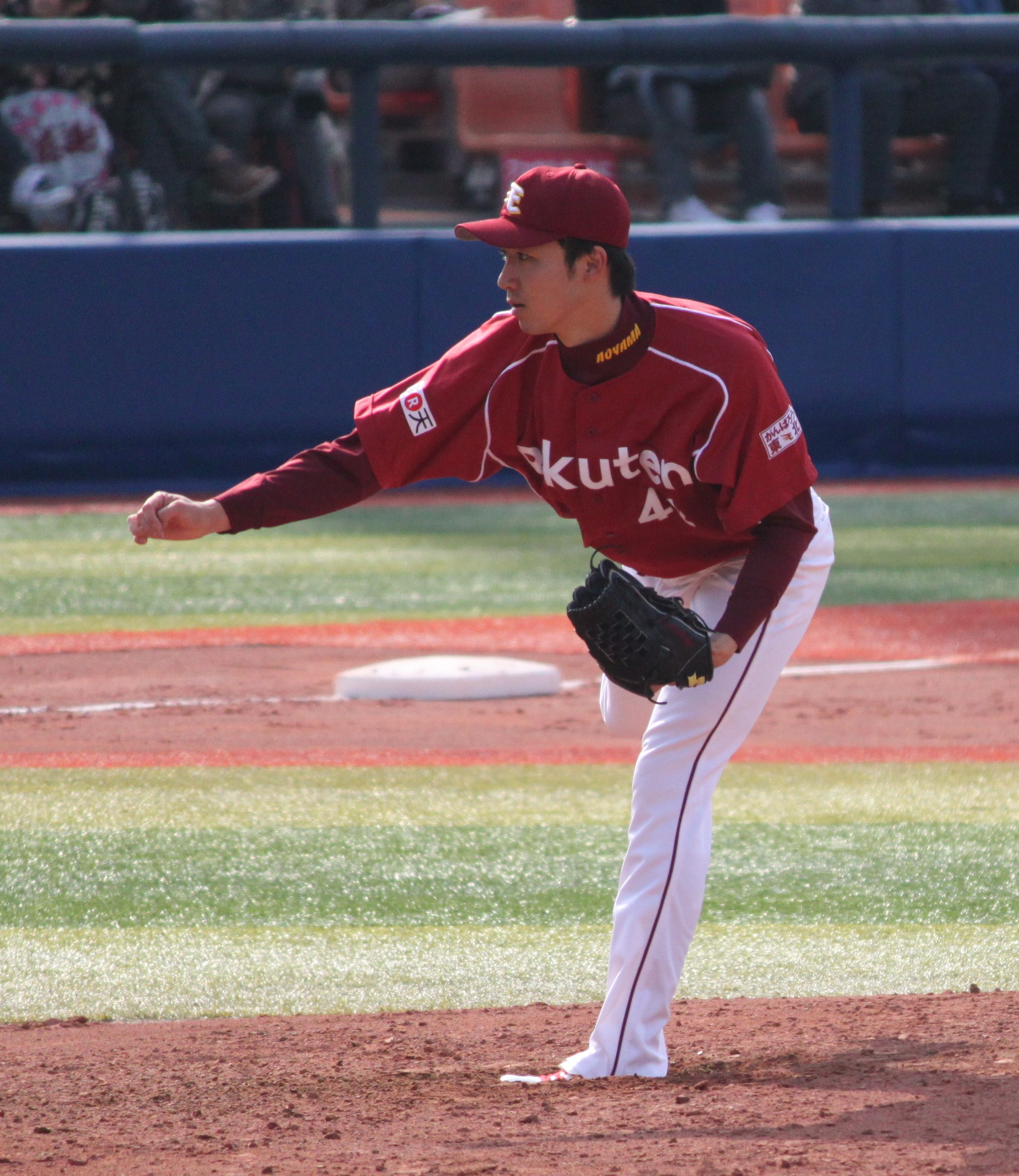
2012年3月18日 横浜スタジアム

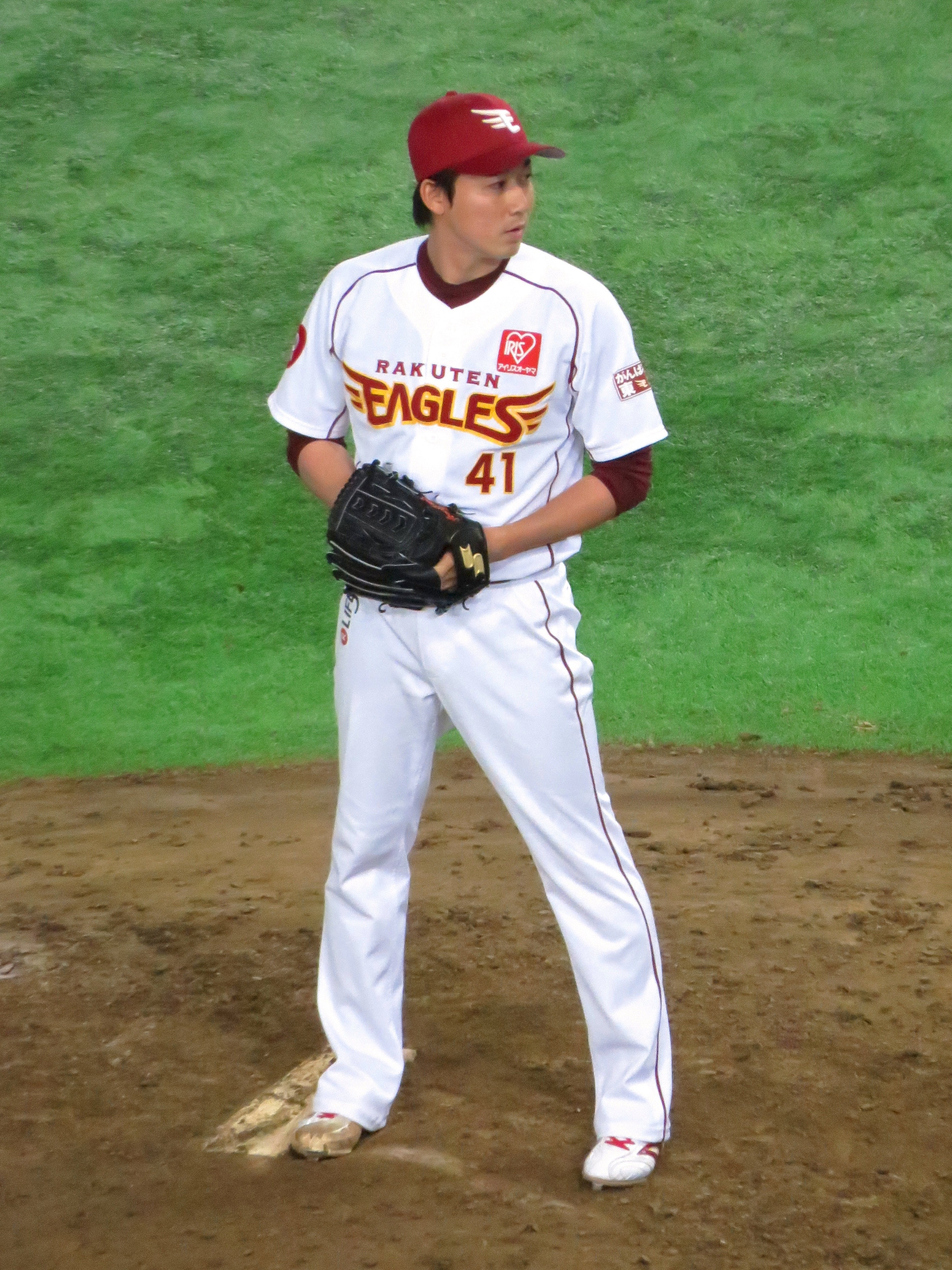
2016年 東京ドーム

2006年、レギュラーシーズンの開幕から一軍に入ると、主に中継ぎとして起用された。先発投手が早く降板した試合ではロングリリーフも務めた。セ・パ交流戦終了時にはチーム最多の34試合に登板。5月31日の阪神タイガース戦でプロ初勝利を挙げた。阪神リードで8回裏2アウトから登板し、4球しか投げなかったが、9回に味方が逆転したため勝利投手となった。その後、8月上旬に二軍降格。9月下旬に再び一軍に合流し、最終戦に中継ぎで登板。11月1日、仙台市内の病院で秋季キャンプ練習中に傷めた右膝（半月板損傷）の手術を受けた。
2007年、開幕から先発ローテーション入りを果たし、開幕2戦目の西武ライオンズ戦に先発し、6回1失点に抑えて先発での初勝利を挙げた。5月7日には、北京オリンピックアジア予選日本代表第一次候補に選出される（最終メンバーには入れず）と、5月13日のオリックス・バファローズ戦では、初完投、初完封、初無四球試合を記録。しかし、その後は9試合で1勝7敗の成績で中継ぎに配置転換された。7月下旬には二軍に降格し、9月下旬に再び一軍に合流した。
2008年は抑え投手として起用、3月30日の日本ハム戦でプロ初セーブを挙げた。シーズン途中で小山が抑えに起用されると、中継ぎと谷間の先発をどちらもこなすスウィングマンを担った。
2009年、故障により出遅れる。5月19日の昇格後は抑えを務めるが、7月からは日本球界に復帰した福盛和男が守護神で固定された。以降は中継ぎを務めていたが、7月中盤には二軍降格。9月の再昇格後は先発として起用され、楽天の球団史上初となるクライマックスシリーズ進出を決めた10月3日の西武戦（Kスタ宮城）で先発して3本の本塁打を打たれるも9回5失点で2年ぶりの完投勝利を挙げた。またこの年の7月に高校時代の同級生の女性と結婚した。
2010年、3月31日の千葉ロッテマリーンズ戦で先発するが、左脇腹痛を起こしわずか2球で降板した。先発投手が2球で降板は球団の最短記録である（先頭打者の西岡剛との対戦がカウント1ボール1ストライクで完了する前に降板したため、対戦打者数は0人）。復帰後は中継ぎで起用されセットアッパーに定着し、片山博視、小山伸一郎との勝利の方程式「スリーマウンテンズ」の一角を担った。この年は41試合に登板し、自己最多の5勝、チーム最多タイの15ホールドポイント、防御率1.72の成績を残した。
2011年、開幕当初は先発で、開幕カードでも先発登板したが中継ぎに戻った。二軍降格を経験するが、51試合に登板し、3勝4敗2セーブ、チーム最多の26ホールドポイント、防御率2.79を記録した。
2012年、1月5日に函館市内の病院で第一子となる長男が誕生した。キャンプではダレル・ラズナーからの守護神の奪還を目標に掲げ、5月からはそのラズナーの故障により抑えに定着。同9日から16日にかけて6試合連続セーブの日本タイ記録を達成、初の月間MVPにも選ばれた。オールスターにも監督推薦で初出場した。そのままシーズンを通して抑えを務め、チーム最多の61試合に登板。2006年に福盛和男が挙げた21セーブを超える22セーブを挙げて球団記録を更新した。
2013年、抑えとして起用されるが、5月の後半からはラズナーと役割が入れ替わり中継ぎとして起用されるようになる。その後は6月12日～8月3日まで16試合連続無失点を記録するなど、セットアッパーとして復調。この年も60試合に登板し、2年連続の60試合登板と監督推薦でのオールスター出場を果たした。リーグ優勝を決めた試合では、共にブルペンを支えながら怪我により無念の途中離脱となっていたラズナーのユニホームを着込みビールかけに参加。日本シリーズでは怪我のためベンチ入り出来なかった。オフの契約更改では年俸は大台となる1億円となった。
2014年、キャンプでは守護神争いに加わるも、開幕一軍に入ることができなかった。昇格後は中継ぎとして起用されたものの、5月に二軍落ちとなる。また、セットアッパーとして福山博之が台頭したこともあり、再昇格した6月28日には自身3年ぶりとなる先発登板を経験し6試合に先発する。8月に再び二軍へ降格となり、最終的な登板数はプロ入り最少となり、2007年以来のセーブ数0に終わる。
2015年、守護神奪回をテーマに掲げたが、クローザーは高卒2年目の松井裕樹で固定されることとなった。セットアッパーとして開幕を迎えた。自身最多タイとなる61試合に登板し、WHIPも初めて1を切るなどリーグ2位タイの35ホールドポイントをマーク。これは前年に福山博之が記録した27HPを上回り、球団新記録となった。また、6月28日には通算400試合登板、9月14日には通算100ホールドをそれぞれ記録し、海外FA権も取得。5歳上の小山伸一郎がこのシーズン限りで引退となったことにより、生え抜き投手では最年長となった。同年の7月1日には仙台市内の病院で第二子となる長女が誕生した。
2016年、主に8回のセットアッパーを任される。開幕3戦目となる3月27日の福岡ソフトバンクホークス戦で延長10回に登板すると、2/3イニングを5失点と打ち込まれ、敗戦投手となった。他の中継ぎ投手も不安定だったことからその後も接戦で起用されるが、6月15・16日の読売ジャイアンツ戦では2試合連続で救援に失敗。前半戦は5敗、防御率は6.39の成績で前半戦終了と共に二軍降格となった。その後ファームでは8試合で無失点を記録し、8月19日に再昇格。9月は登板した全13試合を無失点に抑えるなど、15試合連続無失点のままシーズンを終える。オフに海外FA権は行使せず、楽天の残留を表明。
2017年、キャンプ中に右太もも内側を負傷。完治まで約3週間を要し、開幕一軍を逃した。4月に昇格するも、3試合の登板で降格。その後は3か月近くをファームで過ごしたため自身最少の登板となったが、再昇格となった7月27日以降は14試合連続無失点を記録。10月9日には史上99人目、球団の生え抜きでは初となる500試合登板を達成した。球団は青山を自由契約にすることも視野に入れていたが、球団取締役副会長だった星野仙一の進言で留まり、オフの契約更改では減額制限（25%）を大幅に超える67%減（6000万→2000万）でサインした。
2018年、1月に沖縄での自主トレへ出発する前日に、軸足である右足首の靭帯を損傷。しかし自分が厳しい立場にあったことを自覚していたため治療はせずに周囲に隠したまま自主トレやキャンプを強行した。シーズンでは、開幕一軍は逃したが4月25日に一軍昇格。当初はビハインドや大差での起用が中心だったが、勝ちパターンの松井や福山などが不調だったことから5月末頃からセットアッパーに定着。52試合に登板して防御率1.85と、8年ぶりに1点台を記録。チーム最多の30ホールドポイントを挙げた。また、得点圏での被打率は.098と、パ・リーグの30イニング以上投球者で唯一となる0割台を記録した。
2019年、一軍へフルシーズン帯同しながら、試合展開に応じた多彩な役割で救援を重ねた末に、一軍公式戦としては自己最多の62試合に登板した。6月2日の対ソフトバンク戦（ヤフオクドーム）では、2点リードの7回1死満塁からの登板で内川聖一を併殺に仕留めたことによって、NPB史上6人目の公式戦通算150ホールドを達成した。さらに、8月14日に楽天生命パークで催された同カードで、球団生え抜きの投手では初めて（NPBでは史上41人目）の一軍公式戦通算600試合登板を達成した。
2020年、春季キャンプからレギュラーシーズンの前半戦まで二軍で調整した後に、9月2日から一軍に合流。9月4日の対オリックス戦（楽天生命パーク）でシーズン初勝利を挙げたことによって、入団1年目から始まった一軍公式戦でのシーズン勝利記録を15年連続にまで伸ばした。その後の登板試合でも1勝を挙げたものの、一軍公式戦での通算登板数は自己最少の11試合で、シーズン最終盤の11月2日に球団から戦力外通告。通告の直後には他球団での現役続行を模索していたが、11月21日に現役を引退することを発表した。12月2日に自由契約選手としてNPBから公示されたが、12月5日には、球団の主催による楽天生命パークでのファン感謝祭で引退セレモニーに参加。同期入団の選手でただ1人、翌2021年以降も楽天でのプレーを続ける銀次を相手に「ラストピッチング」を披露したほか、引退の挨拶を「野球選手（としての生活は）めちゃくちゃ楽しかった!」という絶叫で締めくくった。

### 現役引退後
2021年以降も、楽天に職員として残留。球団が運営する「楽天イーグルス ベースボールアカデミー」のコーチとして活動する傍ら、在仙放送局の東北放送（TBCテレビ・TBCラジオ）とJ SPORTSの野球解説者としても活動した。
2023年10月31日、2024年からは楽天の一軍投手コーチを務めることが発表された。

## 選手としての特徴
最高球速151km/h（平均球速約143km/h）のストレートと、スライダーが武器。楽天入団後は一軍公式戦のシーズン40試合以上登板を10回、50試合以上登板を7回記録したが、肩や肘の大きな故障に見舞われることなく楽天一筋でプロ生活を全うした。現役投手としての在籍年数（15年）・一軍公式戦通算登板数（625）・通算ホールド数（159）はいずれも、2020年の現役引退時点で楽天の球団記録である。
現役時代はスライダーが投球総数の4割以上を占めていた一方で、フォークボール、シュート、カーブも駆使。2012年までは、カットボールとチェンジアップを稀に織り交ぜていた。以降は使用を控えていたが、2018年から再び投げていた。その一方で、投球後のフィールディングの動作が遅く、一塁へのベースカバーが間にあわずに内野安打を許すことも多かった。
2018年のシーズン途中から楽天野球団のゼネラルマネジャーを務めている石井一久（青山引退後の2021年から一軍の監督を兼務）は、青山の引退表明に際して現役時代に救援を経験した立場から青山の実績や投球術を高く評価。「楽天一筋でキャリアを終えたことは『すごく立派だったな』と思う。（一軍の公式戦で）600試合（登板）を超えてくる投手がなかなか出ず、リリーフ（専門の投手）が4年ぐらいしか実績を残し続けられない（NPBの）中で、打たれたり抑えたりしながら毎試合（のように）投げ続けられたことはすごい」「真っすぐ（ストレート）とスライダーが生命線だったからこそ、キャリアを長く積めた。『リリーフは（勝負球の種類を）2つに特化していれば、（相手打者を）抑えて実績を作れる』『さまざまなことに手を出すのではなく、1つの特色を磨いてもプロで生きていける』といったことを証明してくれた。（チームの）若手投手には、このようなことを学んで欲しい」という賛辞を送っている。

## 人物
特技の習字は硬筆・毛筆ともに七段を取得済み。
好物はカレーライス。
スタンドではエスビー食品の「カレーの王子さま」をもじった「カレーの浩二様」という応援ボードが掲げられる事もあり、球場では青山がプロデュースしたカレーが販売されている。

## 詳細情報

### 年度別投手成績
| 年 度      | 球 団      | 登 板 | 先 発 | 完 投 | 完 封 | 無 四 球 | 勝 利 | 敗 戦 | セ 丨 ブ | ホ 丨 ル ド | 勝 率 | 打 者 | 投 球 回 | 被 安 打 | 被 本 塁 打 | 与 四 球 | 敬 遠 | 与 死 球 | 奪 三 振 | 暴 投 | ボ 丨 ク | 失 点 | 自 責 点 | 防 御 率 | W H I P |
| ---------- | ---------- | ----- | ----- | ----- | ----- | -------- | ----- | ----- | -------- | ----------- | ----- | ----- | -------- | -------- | ----------- | -------- | ----- | -------- | -------- | ----- | -------- | ----- | -------- | -------- | ------- |
| 2006       | 楽天       | 42    | 2     | 0     | 0     | 0        | 1     | 3     | 0        | 4           | .250  | 305   | 65.2     | 90       | 6           | 18       | 1     | 3        | 46       | 6     | 0        | 48    | 43       | 5.89     | 1.64    |
| 2007       | 楽天       | 26    | 12    | 1     | 1     | 1        | 4     | 8     | 0        | 0           | .333  | 385   | 84.2     | 101      | 10          | 33       | 0     | 4        | 62       | 1     | 0        | 54    | 44       | 4.68     | 1.59    |
| 2008       | 楽天       | 41    | 6     | 0     | 0     | 0        | 3     | 8     | 4        | 5           | .273  | 348   | 78.2     | 86       | 8           | 26       | 0     | 4        | 61       | 3     | 0        | 39    | 34       | 3.89     | 1.42    |
| 2009       | 楽天       | 28    | 6     | 1     | 0     | 0        | 3     | 5     | 5        | 2           | .375  | 281   | 62.1     | 70       | 10          | 25       | 1     | 4        | 53       | 1     | 0        | 43    | 38       | 5.49     | 1.52    |
| 2010       | 楽天       | 41    | 1     | 0     | 0     | 0        | 5     | 1     | 1        | 15          | .833  | 217   | 52.1     | 48       | 2           | 14       | 0     | 0        | 63       | 1     | 0        | 13    | 10       | 1.72     | 1.19    |
| 2011       | 楽天       | 51    | 2     | 0     | 0     | 0        | 3     | 4     | 2        | 23          | .429  | 290   | 71.0     | 58       | 4           | 23       | 2     | 3        | 64       | 3     | 0        | 23    | 22       | 2.79     | 1.14    |
| 2012       | 楽天       | 61    | 0     | 0     | 0     | 0        | 5     | 4     | 22       | 2           | .556  | 260   | 64.2     | 48       | 2           | 19       | 0     | 4        | 54       | 1     | 0        | 18    | 18       | 2.51     | 1.04    |
| 2013       | 楽天       | 60    | 0     | 0     | 0     | 0        | 3     | 5     | 11       | 17          | .375  | 263   | 60.1     | 61       | 6           | 20       | 2     | 1        | 60       | 3     | 0        | 24    | 23       | 3.43     | 1.34    |
| 2014       | 楽天       | 22    | 6     | 0     | 0     | 0        | 1     | 4     | 0        | 1           | .200  | 230   | 52.2     | 52       | 6           | 20       | 0     | 2        | 49       | 3     | 0        | 30    | 26       | 4.44     | 1.37    |
| 2015       | 楽天       | 61    | 0     | 0     | 0     | 0        | 4     | 5     | 0        | 31          | .444  | 223   | 57.2     | 37       | 3           | 18       | 1     | 1        | 58       | 2     | 0        | 18    | 18       | 2.81     | 0.95    |
| 2016       | 楽天       | 50    | 0     | 0     | 0     | 0        | 1     | 5     | 0        | 14          | .167  | 227   | 50.1     | 53       | 5           | 24       | 0     | 0        | 46       | 3     | 0        | 29    | 27       | 4.83     | 1.53    |
| 2017       | 楽天       | 17    | 0     | 0     | 0     | 0        | 1     | 1     | 0        | 3           | .500  | 68    | 15.2     | 12       | 1           | 6        | 0     | 3        | 16       | 0     | 0        | 4     | 4        | 2.30     | 1.15    |
| 2018       | 楽天       | 52    | 0     | 0     | 0     | 0        | 4     | 1     | 0        | 26          | .800  | 200   | 48.2     | 35       | 2           | 21       | 2     | 4        | 37       | 1     | 0        | 11    | 10       | 1.85     | 1.15    |
| 2019       | 楽天       | 62    | 0     | 0     | 0     | 0        | 2     | 4     | 0        | 16          | .333  | 208   | 53.1     | 37       | 8           | 18       | 4     | 0        | 36       | 1     | 0        | 16    | 16       | 2.70     | 1.03    |
| 2020       | 楽天       | 11    | 0     | 0     | 0     | 0        | 2     | 0     | 0        | 0           | 1.000 | 50    | 10.1     | 11       | 0           | 6        | 0     | 0        | 8        | 1     | 0        | 6     | 5        | 4.35     | 1.65    |
| 通算：15年 | 通算：15年 | 625   | 35    | 2     | 1     | 1        | 42    | 58    | 45       | 159         | .420  | 3555  | 828.1    | 799      | 73          | 291      | 13    | 33       | 713      | 30    | 0        | 376   | 338      | 3.67     | 1.32    |

### 年度別守備成績
| 年 度 | 球 団 | 投手  | 投手  | 投手  | 投手  | 投手  | 投手     |
| 年 度 | 球 団 | 試 合 | 刺 殺 | 補 殺 | 失 策 | 併 殺 | 守 備 率 |
| ----- | ----- | ----- | ----- | ----- | ----- | ----- | -------- |
| 2006  | 楽天  | 42    | 2     | 9     | 1     | 0     | .917     |
| 2007  | 楽天  | 26    | 3     | 11    | 1     | 0     | .933     |
| 2008  | 楽天  | 41    | 5     | 4     | 0     | 1     | 1.000    |
| 2009  | 楽天  | 28    | 1     | 10    | 0     | 1     | 1.000    |
| 2010  | 楽天  | 41    | 3     | 2     | 0     | 0     | 1.000    |
| 2011  | 楽天  | 51    | 3     | 10    | 0     | 3     | 1.000    |
| 2012  | 楽天  | 61    | 5     | 12    | 0     | 1     | 1.000    |
| 2013  | 楽天  | 60    | 4     | 6     | 0     | 0     | 1.000    |
| 2014  | 楽天  | 22    | 0     | 7     | 0     | 0     | 1.000    |
| 2015  | 楽天  | 61    | 3     | 6     | 0     | 0     | 1.000    |
| 2016  | 楽天  | 50    | 2     | 5     | 0     | 0     | 1.000    |
| 2017  | 楽天  | 17    | 0     | 4     | 0     | 0     | 1.000    |
| 2018  | 楽天  | 52    | 1     | 4     | 0     | 0     | 1.000    |
| 2019  | 楽天  | 62    | 1     | 7     | 0     | 0     | 1.000    |
| 2020  | 楽天  | 11    | 0     | 0     | 0     | 0     | ----     |
| 通算  | 通算  | 625   | 33    | 97    | 2     | 6     | .985     |

### 表彰
- 月間MVP：1回（投手部門：2012年5月）

### 記録
初記録
- 初登板：2006年3月25日、対北海道日本ハムファイターズ1回戦（札幌ドーム）、7回裏に2番手で救援登板・完了、2回無失点
- 初奪三振：同上、7回裏にホセ・マシーアスから空振り三振
- 初ホールド：2006年4月27日、対福岡ソフトバンクホークス6回戦（福岡Yahoo! JAPANドーム）、6回裏2死に2番手で救援登板、1/3回1失点
- 初先発：2006年5月7日、対北海道日本ハムファイターズ7回戦（フルキャストスタジアム宮城）、4回1/3を4失点で敗戦投手
- 初勝利：2006年5月31日、対阪神タイガース2回戦（阪神甲子園球場）、8回裏2死に4番手で救援登板、1/3回無失点
- 初先発勝利：2007年3月25日、対西武ライオンズ2回戦（グッドウィルドーム）、6回1失点
- 初完投勝利・初完封勝利：2007年5月13日、対オリックス・バファローズ8回戦（京セラドーム大阪）、4安打無四球
- 初セーブ：2008年3月30日、対北海道日本ハムファイターズ2回戦（クリネックススタジアム宮城）、8回表1死に3番手で救援登板・完了、1回2/3を無失点

節目の記録
- 100ホールド：2015年9月14日、対埼玉西武ライオンズ23回戦（楽天Koboスタジアム宮城）、8回表2番手で救援登板、1回無失点 ※史上21人目
- 500試合登板：2017年10月9日、対北海道日本ハムファイターズ25回戦（Koboパーク宮城）、8回表に3番手で救援登板、1回無失点 ※史上99人目[10]
- 150ホールド：2019年6月2日、対福岡ソフトバンクホークス11回戦（福岡 ヤフオク!ドーム）、7回表3番手で救援登板、2/3回無失点 ※史上6人目[15][30]
- 600試合登板：2019年8月14日、対福岡ソフトバンクホークス19回戦（楽天生命パーク宮城）、7回表に3番手で救援登板、1回無失点 ※史上41人目[16]

その他の記録
- リーグ最多ホールド無しで通算159ホールド ※歴代最多
- 6戦連続セーブ：2012年5月9日、対埼玉西武ライオンズ6回戦（クリネックススタジアム宮城） - 同年5月16日対広島東洋カープ1回戦（MAZDA Zoom-Zoom スタジアム広島） ※史上4人目となる当時史上最長記録[注 1]
- オールスターゲーム出場：2回（2012年、2013年）

### 背番号
- 41（2006年 - 2020年）
- 81（2024年 - ）

### 登場曲
- 「覇王樹」湘南乃風（2007年 - 2014年）
- 「全速力 feat.三浦大知」KREVA（2015年）
- 「全開の唄」かりゆし58（2015年 - 2016年）
- 「ともに」WANIMA（2016年 - 2017年）
- 「Na Na Na」KREVA（2018年）
- 「千%」KICK THE CAN CREW（2019年 - ）